# Hersberg (Szwajcaria)
Hersberg (gsw. Herschbrg) – gmina (niem. Einwohnergemeinde) w północnej Szwajcarii, w kantonie Bazylea-Okręg, w okręgu Liestal. 31 grudnia 2020 liczyła 350 mieszkańców. Przez teren gminy przebiega autostrada A2.